# Boğazkale
Boğazkale là một huyện thuộc tỉnh Çorum, Thổ Nhĩ Kỳ. Huyện có diện tích 311 km² và dân số thời điểm năm 2007 là 5696 người, mật độ 18 người/km².